# شمال کوئینزلند
شمال کوئینزلند یا کوئینزلند شمالی (انگلیسی: North Queensland) نام یکی از مناطق ایالت کوئینزلند در استرالیاست. این منطقه در شمال ایالت قرار گرفته است. بخش های شمالی تر ایالت دست نخورده باقیمانده اند و از نظر طبیعی اهمیت دارند. تاونزویل مرکز این ناحیه است.